# برنارد هال (بازیکن فوتبال)
برنارد هال (انگلیسی: Bernard Hall؛ زادهٔ ۸ ژوئیهٔ ۱۹۴۲) بازیکن فوتبال اهل بریتانیا است.
از باشگاه‌هایی که در آن بازی کرده‌است می‌توان به باشگاه فوتبال بریستول راورز اشاره کرد.